# Szermierka na Igrzyskach Śródziemnomorskich 2013
Szermierka na Igrzyskach Śródziemnomorskich 2013 odbywała się w dniach 21–22 czerwca 2013 roku. Zawodnicy obojga płci rywalizowali łącznie w sześciu konkurencjach w CNR Yenişehir Exhibition Centre.

## Podsumowanie

### Klasyfikacja medalowa
| Klasyfikacja medalowa | Klasyfikacja medalowa | Klasyfikacja medalowa | Klasyfikacja medalowa | Klasyfikacja medalowa | Klasyfikacja medalowa |
| Miejsce               | Państwo               | Złoto                 | Srebro                | Brąz                  | Razem                 |
| --------------------- | --------------------- | --------------------- | --------------------- | --------------------- | --------------------- |
| 1                     | Włochy                | 4                     | 1                     | 3                     | 8                     |
| 2                     | Francja               | 2                     | 2                     | 1                     | 5                     |
| 3                     | Tunezja               | 0                     | 2                     | 2                     | 4                     |
| 4                     | Egipt                 | 0                     | 1                     | 1                     | 2                     |
| 5                     | Hiszpania             | 0                     | 0                     | 2                     | 2                     |
| 6                     | Grecja                | 0                     | 0                     | 1                     | 1                     |
| 6                     | Serbia                | 0                     | 0                     | 1                     | 1                     |
| 6                     | Turcja                | 0                     | 0                     | 1                     | 1                     |
| Razem                 | Razem                 | 6                     | 6                     | 12                    | 24                    |

### Medaliści
| Konkurencja | 1. miejsce          | 2. miejsce      | 3. miejsce                                 |           |           |           |
| Mężczyźni   | Mężczyźni           | Mężczyźni       | Mężczyźni                                  | Mężczyźni | Mężczyźni | Mężczyźni |
| ----------- | ------------------- | --------------- | ------------------------------------------ | --------- | --------- | --------- |
| Floret      | Giorgio Avola       | Enzo Lefort     | Valerio Aspromonte Ala ad-Din Abu al-Kasim |           |           |           |
| Szabla      | Luigi Samele        | Vincent Anstett | Boladé Apithy Fernando Casares Montoya     |           |           |           |
| Szpada      | Jean-Michel Lucenay | Ahmed Khder     | Enrico Garozzo José Luis Abajo             |           |           |           |
| Kobiety     |                     |                 |                                            |           |           |           |
| Floret      | Elisa Di Francisca  | Inès Boubakri   | Carolina Erba İrem Karamete                |           |           |           |
| Szabla      | Cecilia Berder      | Livia Stagni    | Azza Besbes Vassiliki Vougiouka            |           |           |           |
| Szpada      | Rossella Fiamingo   | Sarra Besbes    | Maya Mansouri Smiljka Rodic                |           |           |           |